# واقي قصبة الساق

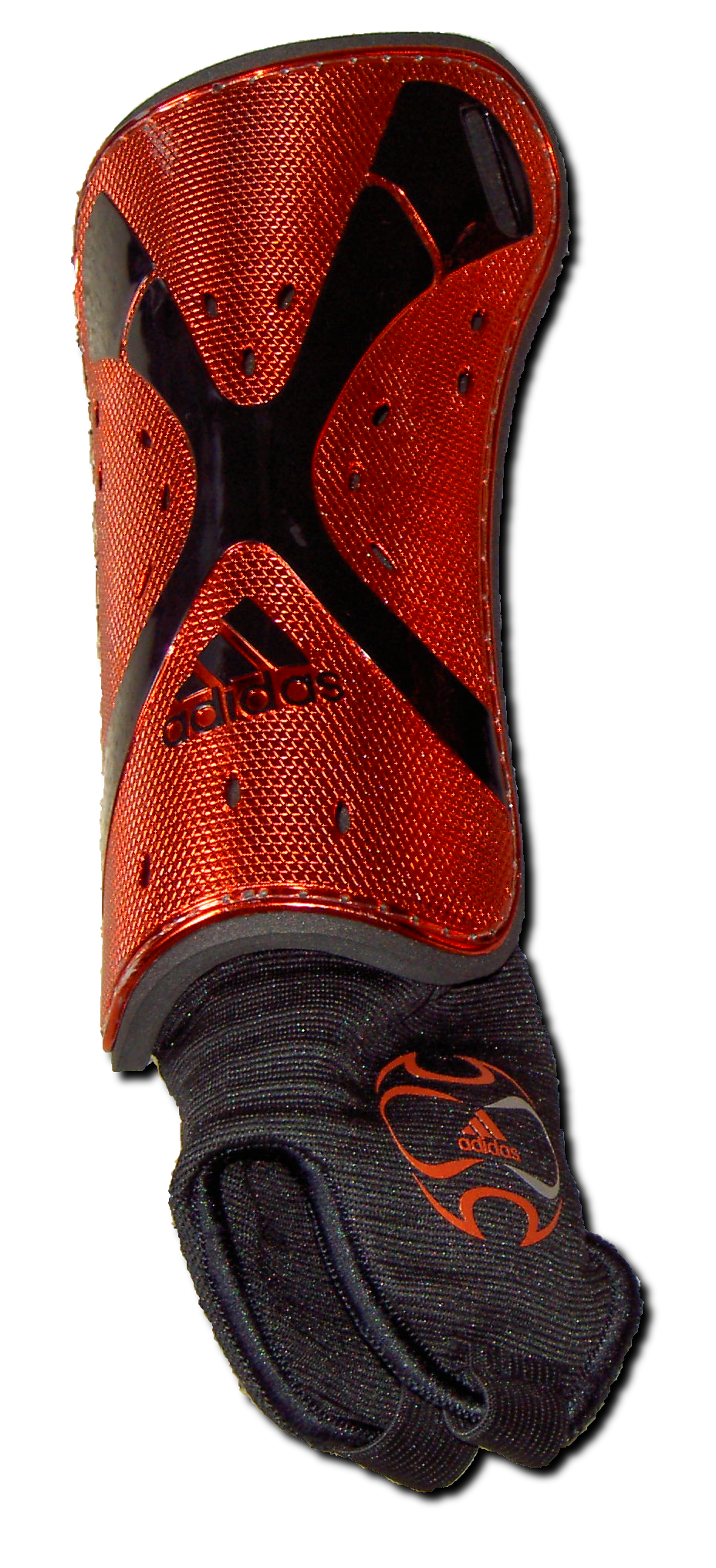
صورة لواقي قصبة الساق أحد التجهيزات الأساسية لكرة القدم

واقي الساق يصنع من مواد صلبة لحماية الساق من أيه اضرار ويتم ارتدائها اسفل الجورب.
اما بالنسبة لحارس المرمى يمكنه اللعب بسروال طويل, ويقوم حارس المرمي بارتداء لون مميز عن باقي الفريق لسهول تمييزه في الملعب.
يعتبر خلع القميص اثناء اللعب أمر مخالف لقوانين اللعبة ويتم معاقبة مرتكبها بالبطاقة الصفراء. وفي حالة خلع الحذاء يتم ايقاف اللعب حتي يقوم باللعب بأرتداءة مرة اخري. ولا يمكن ان يستمر في اللعب دون ارتداءه.
كل فريق يقوم باختيار طاقم اساسي وطاقم ثاني بألوان مختلفة، ووجد مؤخرا مع بعض الأندية الاحترافية اختيار طاقم ثالث. لكل فريق حق اختيار الألوان والتصميم وتعديله في أي وقت يشاء. ويمكن أيضا للأندية وضع شعارات الفريق أو شعارات شركات راعاة عليها.